# Mosna (Polska)
Mosna (niem.Mossna)– wieś borowiacka w Polsce położona w województwie pomorskim, w powiecie chojnickim, gminie Czersk. Wieś należy do sołectwa Klaskawa.
W latach 1975–1998 miejscowość administracyjnie należała do województwa bydgoskiego.

## Historia
Podczas okupacji niemiecka administracja nazistowska wprowadziła dla wsi niemiecką nazwę Mossen (1942–1945).

## Zabytki
- Kapliczka z XIX wieku fundowana przez mieszkańców wsi około 1882 roku dla upamiętnienia zmarłych w wyniku zarazy cholery pochowanych we wsi.
- Kapliczka na planie kwadratu, z czerwonej cegły, w okienkach figury św. Rozalii i św. Rocha.
- Figura Matki Boskiej fundowana w 1945 roku przez mieszkańców wsi jako wotum za ocalenie mieszkańców po zakończeniu II wojny światowej wykonana przez artystę - rzeźbiarza Mieczysława Fierka z Czerska[4]
- Zabytkowe domy:

| Nr domu | rodzaj budynku | moment budowy      |
| ------- | -------------- | ------------------ |
| 2       | drewniany      | ok. 1900           |
| 3       | drewniany      | 2 połowa XIX wieku |
| 4       | drewniany      | koniec XIX wieku   |
| 5       | drewniany      | 2 połowa XIX wieku |
| 7       | drewniany      | 2 połowa XIX wieku |
| 9       | drewniany      | 2 połowa XIX wieku |
| 10      | drewniany      | 2 połowa XIX wieku |
| 23      | drewniany      | koniec XIX wieku   |
| 24      | murowany       | początek XX wieku  |

## Transport
Na uboczu wsi przebiega droga lokalna z Czerska do Śliwic. Odległość do Czerska wynosi około 7 kilometrów. We wsi znajduje się przystanek autobusowy. Najbliższy kolejowy przystanek osobowy to Będźmirowice we wsi Będźmierowice, na linii kolejowej z Bąka do Laskowic Pomorskich, położony około 3 kilometrów od wsi.

## Ochrony krajobrazu i zabudowy Mosny
Mosna znajduje się w obszarze Tucholskiego Parku Krajobrazowego z siedzibą w Tucholi. W planie ochrony Tucholskiego Parku Krajobrazowego przewidziano m.in. ochronę krajobrazu oraz układu i zabudowań wsi - ustanowioną przez wojewodę kujawsko-pomorskiego (pomimo tego, że Mosna znajduje się w obszarze województwa pomorskiego, gdyż plan ochrony dla parku krajobrazowego położonego na terenie kilku województw ustanawiał wojewoda właściwy ze względu na siedzibę dyrekcji parku):
"...wytycza się autonomiczne struktury przestrzenno-funkcjonalne tworzące ogniwa regionalnej i lokalnej sieci ekologicznej w granicach Tucholskiego Parku Krajobrazowego: Obszar przestrzenno-funkcjonalny – Jezioro Ślepe: zespół jezior: Okrągłe, Ślepe i Długie oraz kompleks łąk na południe od miejscowości Mosna, z charakterystycznie położoną na przesmyku międzyjeziornym wsią Krąg, z unikatowym i najlepiej w Parku zachowanym wiejskim zespołem drewnianej zabudowy /zagród/, z dobrze zachowanym układem i zabudową wsi Mosna, z otwarciem krajobrazowym o charakterze naturalnym na Jezioro Okrągłe - Ślepe oraz na obszar użytków zielonych; kompleks bardzo ważny dla ochrony awifauny, układów wiejskich oraz zabudowy wiejskiej..."

## Związani z Mosną
- Lidia Główczewska – była więźniarka niemieckiego obozu koncentracyjnego Stutthof.
- Henryk Szmagliński – działacz ruchu oporu podczas II wojny światowej. Zamordowany w KL Stutthof.